# Bim4you
BIM4you (bis 2013 ALLbudget) ist eine kommerzielle Bausoftware, die von der Firma BIB GmbH entwickelt und vertrieben wird. Die Software wird von BIB GmbH und ihren Kunden benutzt, um Bauprojekte zu planen und kalkulieren. Die Software begleitet das Bauprojekt von der Ausschreibung bis zur Rechnungsstellung (AVA).

## Geschichte
Im Januar 1994 hat die Firma BIB GmbH mit der Entwicklung von ALLbudget begonnen. Die erste Version wurde auf der CeBIT 1995 unter dem damaligen Namen BT-Control vorgestellt. 1998 wurde BT-Control in ALLbudget umbenannt. Die Daten wurden damals mit dBASE verwaltet; ab Version 10 hat eine Umstellung auf eine SQL-basierte Datenbank stattgefunden. Seit 2008 wird ALLbudget unter dem Namen Sf-Bau von der Firma BRZ Deutschland vertrieben. Ab 2010 unterstützt ALLbudget das IFC-Format. 
Seit 2011 wurde eine Weboberfläche hinzugefügt, um die Benutzung auf mobilen Geräten (Tablet-Computer) zu ermöglichen. Die Herstellerfirma BIB GmbH ist seit 2012 Fördermitglied bei BuildingSMART e. V.
2014 wurde die Software umbenannt in Bim4you.

## Funktionen
Zu den Funktionen zählen die Führung von Bautagebüchern, Projektmanagement, Qualitätssicherung sowie die Verwaltung von Mängeln. Die Software hat außerdem eine Adressdatenbank, kann Dokumentationen von Kommunikationsvorgängen anlegen und besitzt eine Arbeitszeiterfassung.
Bim4you kann für aus IFC-Dateien importierte 3D-Modelle mittels Massenermittlung die Kosten kalkulieren, kann also mit Gebäudedaten-Modellierung (BIM) umgehen.
Für den Einsatz von Bim4you gibt es zwei Betriebsarten:
- Client-Server-Modell sowie
- Installation auf einem Einzelrechner.

## Verbreitung
Bim4you wird von Baufirmen und Architekten zur Planung und Durchführung ihrer Bauvorhaben verwendet. Es kommt unter anderem bei der Firma Interboden als ERP-System zum Einsatz. Im Rahmen eines Forschungsprojekt der TU Dresden wurden mit RFID-Chips versehene Bauteile mit Hilfe von ALLbudget erfasst. Laut Herstellerangaben benutzen deutschlandweit etwa 3.000 Firmen Bim4you.